# 鈴木比佐雄
鈴木 比佐雄（すずき ひさお、1954年7月9日 - ）は、日本の詩人、評論家、編集者。
出版社コールサック社の創業者。

## 人物
東京都荒川区に生まれる。法政大学文学部哲学科卒業。1987年、詩誌「コールサック」（石炭袋）を創刊。2006年、株式会社コールサック社を創業し現在も代表者。「コールサック」（石炭袋）は出版社になってから俳句・短歌・小説・評論などを含めた季刊の総合文芸誌となって2020年6月までに102号が刊行されている。2007年に企画・編集・発行した『原爆詩一八一人集』＜日本語版＞』と『Against Nuclear Weapons A collection of Poems by 181 Poets 1945-2007』（『原爆詩一八一人集』＜英語版＞）によって2008年9月に第18回宮沢賢治学会イーハトーブセンター『イーハトーブ賞奨励賞』を受賞。2011年9月から2015年8月まで日本現代詩人会理事を務め国際交流、新規HP製作担当を務めた。2019年6月より日本ペンクラブ理事を2年間務める。2021年4月に『3.11から10年　福島浜通り震災・原発文学フォーラム』を企画。

## 詩集
- 『風と祈り』（1981年、七月堂）
- 『常夜燈のブランコ』（1987年、一風堂）
- 『打水』（1989年、漉林書房）
- 『火の記憶』（1990年、詩学社）
- 『呼び声』（1994年、詩学社）
- 『木いちご地図』（1997年、本多企画）
- 『日の跡』（2003年、本多企画）
- 『鈴木比佐雄詩選集一三三篇』（2009年、コールサック社）
- 『東アジアの疼き』（2017年、コールサック社）
- 英日詩集『PAINS OF EAST ASIA／東アジアの疼き』（2019年、コールサック社）
- 『千年後のあなたに』（2022年、コールサック社）

## 評論
- 『詩的反復力』（1993年、コールサック社）
- 『詩の原故郷へ－詩的反復力Ⅱ』（1997年、本多企画）
- 『詩の降り注ぐ場所―詩的反復力Ⅲ』（2003年、コールサック社）
- 『詩人の深層探求―詩的反復力Ⅳ』（2011年、コールサック社）
- 『福島・東北の詩的想像力―詩的反復力Ⅴ』（2015年、コールサック社）

## 企画・編集
- 『永塚幸司全詩集』（1995年、砂子屋書房）
- 『浜田知章全詩集』(2001年、本多企画)
- 『鳴海英吉全詩集』(2002年、本多企画)
- 『福田万里子全詩集』（2008年、コールサック社）
- 『大崎二郎全詩集』（2010年、コールサック社）
- 『山田かん全詩集』（2011年、コールサック社）
- 『大井康暢全詩集』（2011年、コールサック社）
- 『畠山義郎全詩集』（2013年、コールサック社）
- 『三谷晃一全詩集』（2016年、コールサック社）
- 『亀谷健樹詩禅集』（2016年、コールサック社）
- 『村上昭夫著作集（上）』（2018年、コールサック社）
- 『村上昭夫著作集（下）』（2020年、コールサック社）
- 『新城貞夫全歌集』（2020年、コールサック社）
- 『若松丈太郎著作集　全三巻』（2022年、コールサック社）
- 『又吉栄喜小説コレクション　全４巻』（2022年、コールサック社）
- 『原爆詩一八一人集』＜日本語版＞（2007年、コールサック社）
- 『Against Nuclear Weapons A collection of Poems by 181 Poets 1945-2007』（『原爆詩一八一人集』＜英語版＞）（2007年、コールサック社）
- 『生活語詩二七六人集―山河編―』（2008年、コールサック社）
- 『大空襲三一〇人詩集』（2009年、コールサック社）
- 『鎮魂詩四〇四人集』（2010年、コールサック社）
- 『命が危ない 311人詩集 ―いま共にふみだすために―』（2011年、コールサック社）
- 『脱原発・自然エネルギー218人詩集』＜日本語・英語 合体版＞（2012年、コールサック社）
- 『ベトナム独立・自由・鎮魂詩集175篇』＜日本語・英語・ベトナム語 合体版＞（2013年、コールサック社）
- 『水・空気・食物３００人詩集―子どもたちへ残せるもの』（2014年、コールサック社）
- 『行きぬくための詩68人集―詩を越えて生を促すために』（2014年、コールサック社）
- 『平和をとわに心に刻む三〇五人詩集―十五年戦争終結から戦後七十年』（2015年、コールサック社）
- 『少年少女に希望を届ける詩集』（2016年、コールサック社）
- 『非戦を貫く三〇〇人詩集』（2016年、コールサック社）
- 『日本国憲法の理念を語り継ぐ詩歌集』（2017年、コールサック社）
- 『沖縄詩歌集～琉球・奄美の風』（2018年、コールサック社）
- 『東北詩歌集―西行・芭蕉・賢治から現在まで』（2019年、コールサック社）
- 『アジアの多文化共生詩歌集 ―シリアからインド・香港・沖縄まで』（2020年、コールサック社）
- 『日本の地名詩集 ―地名に織り込まれた風土・文化・歴史』（2021年、コールサック社）
- 『地球の生物多様性詩歌集―生態系への友愛を共有するために』（2021年、コールサック社）
- 『闘病・介護・看取り・再生詩歌集―パンデミック時代の記憶を伝える』（2022年、コールサック社）

## 所属団体
株式会社コールサック社代表
- 一般社団法人日本ペンクラブ
- 日本現代詩人会
- 日本詩人クラブ
- 千葉県詩人クラブ
- 俳句結社「藍生」
- 鳴海英吉研究会事務局
- 宮澤賢治学会
- 小熊秀雄協会